# Dalarnský kůň

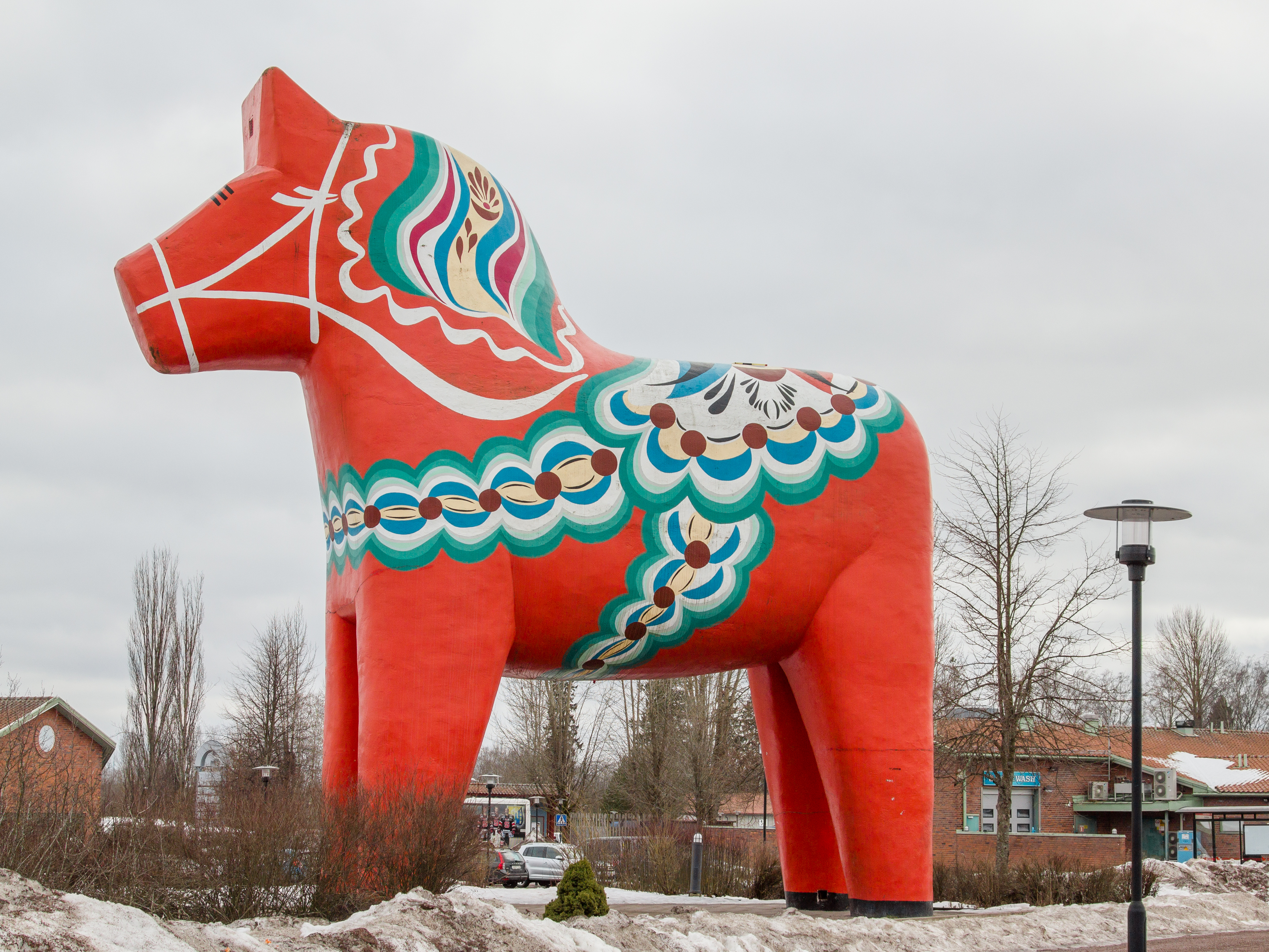
Dalarnský kůň v Avestě

Dalarnský kůň (švédsky dalahäst) je suvenýr typický pro švédský kraj Dalarna. Jde o figurku koně vyřezanou ze dřeva, nejčastěji borového. Koník je obvykle namalován červenou barvou (barvivo původně získávali obyvatelé z místních dolů na měď) a opatřen charakteristickým folklórním ornamentem zvaným „kurbits“, protože jeho ústředním motivem je tykev.
S vyřezáváním koní začali v 17. století ve vesnicích Bergkarlås, Risa, Vattnäs a Nusnäs sezónní dělníci, aby si zkrátili zimní večery trávené bez rodiny. Prodej této hračky se pro chudý region stal významným zdrojem příjmů. Jedním ze symbolů Švédska se stal dalahäst díky Světové výstavě 1939 v New Yorku. Hlavním producentem je firma rodiny Olssonových, která dosud používá původní rukodělnou technologii pomocí nože vassakniv a každý výrobek je originál.
Koně mívají velikost od tří do pětasedmdesáti centimetrů, vůbec nejmenší měří 3,4 mm. Ve městě Avesta se nachází socha koně vyrobená z betonu, vysoká třináct metrů a dlouhá 12,8 m.